# سیارک ۴۸۲۵
سیارک ۴۸۲۵ (به انگلیسی: 4825 Ventura، نامگذاری:1988CS2) چهار هزار و هشتصد و بیست و پنجمین سیارک کشف شده‌است که در ۱۱ فوریه ۱۹۸۸ کشف شد.
قدر مطلق این سیارک برابر ۱۴٫۱۰ است.